# Ахмедов, Сулейман Вюгар оглы
Сулейман Вюгар оглы Ахмедов (азерб. Əhmədov Süleyman Vüqar oğlu; 25 ноября 1999, Сумгаит, Азербайджан) — азербайджанский футболист, полузащитник клуба «Сумгаит».

## Биография
Родился 25 ноября 1999 года в городе Сумгаите. Является воспитанником футбольной академии ФК «Карабах», в разных возрастных категориях которого выступал в детском и юношеском возрасте. В дальнейшем перешел в состав ФК «Интер» Баку, где выступал в основном за дублирующий состав. А с 2016 года является игроком ФК «Сумгаит», где чередует свои выступления как за дублирующий, так и за основной состав «химиков».
20 ноября 2016 года дебютировал в основном составе ФК «Сумгаит» в Премьер-Лиге Азербайджана в матче против бакинского «Нефтчи». Вышел на замену на 86 минуте матча.
Статистика выступлений в чемпионате Азербайджана по сезонам:
| № | Сезон   | Клуб      | Игр | В запасе | Голов |
| - | ------- | --------- | --- | -------- | ----- |
| 1 | 2015/16 | «Интер»   | 0   | 1        | 0     |
| 2 | 2016/17 | «Сумгаит» | 3   | 13       | 0     |

Статистика выступлений в Кубке Азербайджана по сезонам:
| № | Сезон   | Клуб      | Игр | В запасе | Голов |
| - | ------- | --------- | --- | -------- | ----- |
| 1 | 2016/17 | «Сумгаит» | 2   | 0        | 0     |

### Сборная Азербайджана

#### U-16
В апреле 2015 года, будучи игроком ФК «Карабах» призывался в состав юношеской сборной Азербайджана до 16 лет.

#### U-17
В состав юношеской сборной до 17 лет начал призываться с конца 2015 года.
5 мая 2016 года сыграл свой дебютный матч за юношескую сборную Азербайджана до 17 лет в рамках квалификационного раунда группового этапа Чемпионата Европы УЕФА против сборной Португалии. При этом вышел на замену на 78-й минуте матча. Через 3 дня, 8 мая принял участие в матче против сборной Бельгии, а 11 мая против сборной Шотландии. В обоих матчах сыграл по 90 минут.
В январе 2016 года в составе сборной принял участие на мемориале памяти Валентина Гранаткина, прошедшего в Санкт-Петербурге.

#### U-19
С конца 2016 и начала 2017 года регулярно призывается в ряды юношеской сборной Азербайджана до 19 лет.